# 阿爾蘇·庫瑪舍娃
阿爾蘇·卡米多芙娜·庫瑪舍娃（英語：Alsu Khamidovna Kurmasheva；1976年9月1日—），俄裔美国人，擁有美国和俄罗斯雙重國籍。庫瑪舍娃在美國資助的自由欧洲电台／自由电台擔任鞑靼语／巴什基尔语組编辑，負責報導有關鞑靼斯坦和巴什科尔托斯坦少数民族事務。庫瑪舍娃於2023年在俄羅斯被拘留，並被控未有登記為「外国代理人」，是繼《华尔街日报》記者格什科維奇2023年3月被指控為美國從事间谍活動而遭到扣留後，第二名被俄羅斯拘留的美國記者。

## 拘留
庫瑪舍娃居於捷克首都布拉格，2023年5月20日因家事而入境俄羅斯，6月2日在喀山國際機場準備乘搭回程航班前被臨時扣留，美國和俄羅斯护照都被沒收，並因為未向俄羅斯當局登記美國護照而被罰金。10月18日，庫瑪舍娃在喀山市等待護照歸還時，遭到俄羅斯執法人員拘留，被指控未有登記為「外国代理人」。
俄羅斯国有媒体「韃靼資訊」（Tatar-Inform）報導指出，庫瑪舍娃被指控於2022年蓄意經互联网針對性地收集有關俄羅斯的軍事資訊，以便將資料傳送給外國，又向國際當局提供「替代分析資料」，作為抹黑俄羅斯信息战的一環。
联合国人权事务高级专员办事处譴責對庫瑪舍娃的拘留，要求立即釋放庫瑪舍娃。保護記者委員會對庫瑪舍娃因虛假刑事指控而被拘留深表關切，呼籲俄羅斯當局立即釋放庫瑪舍娃並撤銷所有指控，並指出新聞工作不是犯罪，庫瑪舍娃的拘留進一步證明俄羅斯決心扼殺獨立報道。无国界记者以最強烈的措辭譴責對庫瑪舍娃的錯誤拘留，並指出庫爾馬舍娃是不到一年內第二位成為俄羅斯國際勒索活動受害者的美國記者。美国国务院發言人米勒表示，庫瑪舍娃被捕「似乎是俄羅斯政府騷擾美國公民的又一案例」。俄羅斯克里姆林宫發言人佩斯科夫否認「專門迫害」美國公民，並指美方的評論不恰當，反稱「有些美國公民觸犯法律」，因而「採取適當措施」。
10月23日，俄羅斯喀山地區法院裁定，作為「預防措施」，庫瑪舍娃將繼續被拘留至12月5日。庫瑪舍娃的律師認為，喀山法院的判決「太過嚴厲」。自由欧洲电台／自由电台對結果深感失望，呼籲立即釋放庫瑪舍娃。2024年4月1日，俄羅斯法院將他的拘留期限延長至2024年6月5日。。2024年8月1日，作為美俄換囚的一部分，阿爾蘇·庫瑪舍娃獲釋。

## 備注
1. ↑  韃靼語拉丁字母：Alsu Xämid qızı Qurmaşeva